# Mairead McGuinness
Mairead McGuinness (nascida em 13 de junho de 1959) é uma política irlandesa nomeada para servir como Comissária Europeia para Estabilidade Financeira, Serviços Financeiros e União dos Mercados de Capitais em setembro de 2020. Membro do Fine Gael, ela também actuou como Primeira Vice-Presidente do Parlamento Europeu desde 2017. Ela serviu como membro do Parlamento Europeu (MEP) para o Leste de 2004 a 2014 e actuou como MEP para Midlands – North-West desde 2014, tornando-se o MPE por mais tempo na Irlanda. No Parlamento Europeu, ela integrava-se no Partido Popular Europeu (PPE).

## Vida pessoal
McGuinness é casada com Tom Duff, criador de ovelhas. O casal tem quatro filhos.